# جامع المجيدية الصغير
جامع المجيدية (بالتركية: Mecidiye Camii) هو مسجد عثماني تاريخي يقع في منطقة بشكطاش في الجانب الأوروبي من مدينة إسطنبول في تركيا.

## التاريخ
بني المسجد عام 1848 بأمر من السلطان العثماني عبد المجيد الأول على يد المهندس المعماري نيجوس باليان، يقع بالقرب من مدخل حديقة يلدز ونادي بشكتاش.
تبلغ مساحة المسجد حوالي 400 متر مربع، والمساحة الكلية مع المرافق حوالي 1600 متر مربع.